# Чумугунь
Чумугунь, чумукунь (кит. 处木昆) — чуйское племя, потомки среднеазиатских хуннов из объединения алты чуб.

## Происхождение
Л. Н. Гумилёв отождествлял кимаков с чумукунь (кит. 处木昆), потомками среднеазиатских хуннов из объединения чуйских племён алты чуб. При этом тождественность чумукунь и кимаков не является общепризнанной.
Согласно Л. Н. Гумилёву, алты-чуб — потомки «малосильных» хуннов, которые во II веке не ушли от наседавших сяньбийцев на запад, а укрылись в горных долинах Тарбагатая и Саура. В V веке они покорили Семиречье и Западную Джунгарию, а в VI—VII веках вошли в состав Западно-тюркского каганата.
По Н. Я. Бичурину, земли «слабосильных» хуннов — один из аймаков, принадлежавших северному хуннускому шаньюю, пораженному китайским полководцем Дэу Хянь. Северный шаньюй в 93 году перешел через хребет Гинь-вэй-шань и ушел на запад в Кангюй, а «слабосильные» остались в числе около 200 000 душ. Они заняли нынешний Тарбагатайский округ под названием Дома Юэбань.
При этом в отношении собственно хуннов существуют монгольская, тюркская, тюрко-монгольская и другие версии происхождения.